# Canal de Saint-Maur
Le canal de Saint-Maur est un canal qui permet aux bateaux qui naviguent sur la Marne d'éviter la boucle de Saint-Maur-des-Fossés. Le canal comporte une écluse et un tunnel de 597 m de long ; il a été achevé en 1821 .

## Description dans la Nouvelle histoire de Paris (1841)

Le canal en 1864, cliché d'Ildefonse Rousset, maison A. Giroux.

Julien de Gaulle mentionne dans sa Nouvelle histoire de Paris : « Le village de Saint-Maur-le-Pont, situé à la naissance du canal de son nom et sur la rive gauche de la Marne est peu important en lui-même. mais le canal dont nous parlons est très remarquable. Il a été entrepris en 1800 dans le but d'abréger de trois lieues la navigation sur la Marne dans un endroit où elle devient difficile; il a fallu pour cela couper la côte autour de laquelle la Marne fait un circuit. Ce canal est formé d'un seul alignement et se compose de deux parties distinctes, l'une souterraine, dont la longueur est d'environ six cents mètres, et l'autre à ciel ouvert dont la longueur est de cinq cents mètres. La partie souterraine, creusée presque en entier dans le roc vif, est recouverte d'une immense voûte de plein cintre, en pierre meulière ; cette route souterraine présente un effet imposant. L'extrados de la voûte est peuplé de quatre rangs d'arbres, qui forment une promenade aussi pittoresque par sa situation que pour la vue étendue et variée dont on jouit à l'extrémité inférieure de la voûte.
Ce canal a été livré à la navigation le 10 octobre 1825 ; il a coûté environ 1,760,000 francs ».

## Tracé

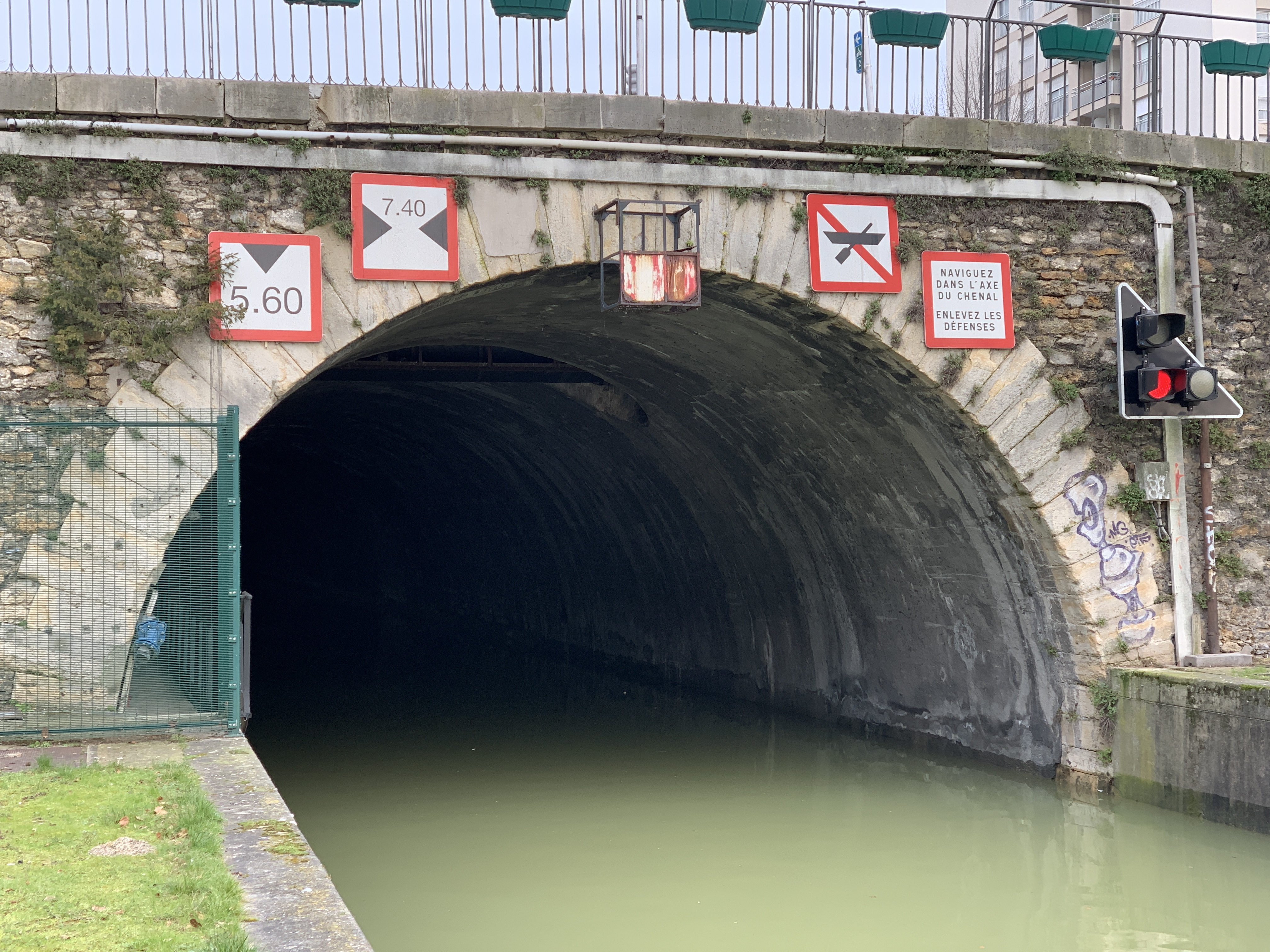
Entrée sud du tunnel du canal.

Partant de  la rive droite de la Marne en aval du pont de Maisons-Alfort le cours du canal débute l'écluse de Saint-Maur au nord de l'Île des Saints Pères.
La darse en amont de l'écluse est un vestige de l'ancien canal de Saint-Maurice. Le canal se dirige vers le nord-est entre l'avenue Pierre-Mendès-France à Joinville-le-Pont, anciennement quai des Usines et le quai Bir-Hakeim à Saint-Maurice. La  partie souterraine recouverte par l'avenue du Président-John-Fitzgerald-Kennedy, anciennement allée de la Voûte,  commence sous la rue du Maréchal-Leclerc et se termine à l'autre extrémité de la boucle de la Marne, à la rencontre du quai Pierre-Brossolette et du quai du Barrage à Joinville-le-Pont.
Le canal est achevé en 1821 et, le 10 octobre 1825, le canal, long de 1 072 m (dont les 597 m de tunnel), est inauguré sous l'appellation "Canal Marie-Thérèse", du prénom de  Madame Royale, la fille ainée de Louis XVI. Il permet de couper une boucle de la Marne longue de 13 km. La voûte est à 6 m au-dessus de la retenue normale des eaux de la Marne. Une banquette de halage court dans la partie voûtée.
En 1841, le maire de Joinville demande qu'il soit dénommé « Canal de Joinville-le-Pont ». Le Préfet de la Seine refuse et lui donne le nom de « Canal de Saint-Maur ».
Les portes et le tunnel ont été modernisés en 2011 afin de réduire le temps de passage de l'écluse dont le dénivelé est de 4,50 m entre l’amont et l’aval. Le canal voit passer en moyenne 5 000 bateaux de commerce et 1 400 bateaux de plaisance par an.

En 2017, un nouveau clapet est installé dans l’écluse de Saint-Maur pour réguler le débit des eaux dans le canal et vers Paris, l'ancien déposé en 1933 étant devenu obsolète.